# Горт, Джон Стендиш
Джон Стендиш Сертис Прендергаст Веркер Горт (англ.  John Standish Surtees Prendergast Vereker; 10 июля 1886, Лондон — 31 марта 1946, Лондон) — британский фельдмаршал (1943). Служил офицером в Первой мировой войне. Во Второй мировой войне командовал британскими экспедиционными силами. 72-й губернатор Гибралтара и 32-й губернатор Мальты.

## Биография
Родом из старинного рода ирландских протестантов, в 18-м веке получивших титул виконтов Ирландии. Рос в графстве Дарем в Шотландии. Окончил школу в городе Малверн и аристократическую школу в Харроу, Лондон. В 1902 году наследовал титут виконта и стал 6-м виконтом Гортом. После окончания Королевского военного училища в Вулвиче в армии с 1904 года.

## Довоенная служба и Первая мировая война
В 1905 году был зачислен в Гвардейский гренадерский полк. Был адъютантом командующего войсками в Лондоне. Всю Первую мировую войну сражался во Франции в составе Британских Экспедиционных Сил, был неоднократно ранен, награждён двумя орденами. С 1917 года командовал батальоном. По окончании войны получил звание майора.

## Послевоенная офицерская служба
В 1919 году окончил штабной колледж в Кемберли. В 1919—1921 и в 1925—1926 годах был начальником штаба войск 1-го Лондонского района. В 1921—1923 годах преподавал в штабном колледже в Кемберли, в 1926—1927 года — в офицерской школе. В 1927 году несколько месяцев находился в Китае на должности начальника штаба британского гарнизона в Шанхае, выполняя задание по сбору информации о положении в стране.
С 1927 года — начальник штаба 4-й пехотной дивизии. С 1930 года командовал Гвардейской бригадой. С ноября 1932 года — директор военной школы.

## Служба на генеральских должностях
С марта 1936 года — директор Штабного колледжа в Кемберли. С сентября 1937 года — военный секретарь в Военном министерстве. В декабре 1937 года назначен начальником Имперского Генерального штаба. Впоследствии это решение часто подвергалось критике.

## Вторая мировая война
С началом Второй мировой войны в сентябре 1939 года назначен командовать британскими экспедиционными силами во Франции. Вот как оценивает действия Горта во Франции фельдмаршал Бернард Монтгомери:

Горт был замечательным человеком, верным другом, искренним в словах и делах, не способным на низость или интриганство. Он мог служить идеальным примером прекрасного войскового офицера: знал все, что только можно, о солдате, его обмундировании и обуви, тактике подразделений на поле боя. Самым высоким его постом в войсках было командование пехотной бригадой. Он был человеком недалекого ума и не придавал значения организации работы тыла. Все его мысли занимало само ведение боя, и особенно действия передового охранения на ничейной земле.
Горт расположил свой штаб в Абарке и его окрестностях. Штабы различных родов войск и служб заняли тринадцать деревень на территории площадью около пятидесяти квадратных миль. Для координации их работы пришлось создавать громоздкую и неповоротливую систему коммуникаций. На поиски того или иного человека уходила масса времени, и с управлением войсками с самого начала стали возникать трудности.

Я всегда придерживался мнения, что назначение Горта командующим БЭВ в сентябре 1939 г. было ошибкой. Эта должность была ему не по плечу.
Кроме того, как и в годы Первой мировой войны, имело место обособление британских войск от французских и отсутствие единого командования, что дало свои катастрофические результаты после начала германского наступления. После вторжения германских войск (май 1940 года) БЭС потерпели поражение и отступили к Дюнкерку. Организовал оборону плацдарма у Дюнкерка и приступил к эвакуации своих войск. 31 мая сдал командование БЭС генерал-майору Харольду Александеру по требованию премьер-министра Уинстона Черчилля, не желавшего, чтобы военачальник такого высокого уровня попал в плен. Вернулся в Англию.
С июля 1940 года — генерал-инспектор военного обучения и инспектор вооруженных сил в метрополии. В августе 1941 — мае 1942 годов был генерал-губернатором Гибралтара. В мае 1942 — октябре 1944 годов — генерал-губернатор Мальты — стратегического пункта для судеб Северо-Африканской кампании. В 1943 году получил чин фельдмаршала. С октября 1944 по ноябрь 1945 года был Верховным комиссаром в Палестине и Трансиордании, одновременно — Главнокомандующим британскими войсками в Палестине и генерал-адъютантом Его Величества.
С ноября 1945 года в отставке. В 1946 году получил титул британского виконта. Скончался после тяжелой болезни.

## Воинские звания
- 1905 — второй лейтенант
- 1910 — лейтенант
- 1914 — капитан
- 1919 — майор
- 1922 — подполковник (лейтенант-полковник)
- 1926 — полковник
- 1932 — бригадир
- 1935 — генерал-майор
- 1937 — генерал-лейтенант
- 1937 — генерал
- 1943 — фельдмаршал

## Награды
- Крест Виктории (VС, 1918)
- Рыцарь Большого Креста ордена Бани (GCB, 1940)
- Командор ордена Британской империи (СВЕ, 1928)
- Рыцарь-командор ордена Бани (КСВ, 1938)
- Кавалер ордена Бани (CB, 1937)
- Кавалер ордена «За выдающиеся заслуги» (DSO, 1917)
- Королевский Викторианский орден (MVO, 1910)
- Военный крест (МС, 1915)